# Джордж Кент
Джордж П. Кент (англ. George P. Kent) — американський дипломат, заступник помічника Державного секретаря з питань Європи та Євразії (з 4 вересня 2018 року).

## Біографія
Вивчав російську історію та літературу в Гарвардському університеті (1989), закінчив Школу передових міжнародних досліджень Університету Джонса Гопкінса (1992), отримав ступінь магістра в Національному університеті оборони (2012).
На дипломатичній службі з 1992 року. Працював у Варшаві (Польща), Києві, Ташкенті (Узбекистан) та Бангкоку (Таїланд).
Кент був спеціальним помічником заступника Державного секретаря з політичних питань.
З 2012 до 2014 року — директор Бюро з міжнародних питань боротьби з наркотиками та правопорядку (INL/EA).
З 2014 до 2015 року — старший координатор по боротьбі з корупцією в Європейському бюро Державного департаменту.
З 2015 до 2018 року — заступник голови Місії США в Україні; з 2004 до 2007 року — заступник керівника політичного відділу Посольства.
Одружений, має трьох дітей. Дружина Вєліде є кримською татаркою за походженням, яка народилася місцях заслання в Узбекистані. Вільно володіє українською, російською, тайською мовами. Говорить польською, німецькою, італійською мовами.
На ім'я Дж. Кента у штаті Вірджинії зареєстрований автомобільний номерний знак "KRYM.UA", а на його дружину номерний знак кримськотатарською мовою "QIRIM.UA".
Під час того, як обіймав посаду тимчасового повіреного посольство США в Україні, кілька разів висловлювався з приводу розбрату між Росій і України. Помітив, що вся різниця проявляється в картинах Іллі Рєпіна. Наприклад, «Бурлаки на Волзі» описує рабський і покірний менталітет Росії. Однак, «Запорожці пишуть листа турецькому султану» демонструє внутрішню свободу і вільність українців.